# Віллоу-Крік (Аляска)
Віллоу-Крік (англ. Willow Creek) — переписна місцевість (CDP) в США, в окрузі Вальдес-Кордова штату Аляска. Населення — 190 осіб (2020).

## Географія
Віллоу-Крік розташований за координатами 61°51′43″ пн. ш. 145°11′42″ зх. д. / 61.86194° пн. ш. 145.19500° зх. д. (61.861839, -145.195118).  За даними Бюро перепису населення США в 2010 році переписна місцевість мала площу 98,18 км², з яких 95,98 км² — суходіл та 2,20 км² — водойми.

## Демографія
Згідно з переписом 2010 року, у переписній місцевості мешкала 191 особа в 92 домогосподарствах у складі 53 родин. Густота населення становила 2 особи/км².  Було 152 помешкання (2/км²).
Расовий склад населення:
| - 81,7 % — білих - 9,9 % — корінних американців - 2,1 % — чорних або афроамериканців - 1,0 % — азіатів |

До двох чи більше рас належало 4,7 %. Частка іспаномовних становила 4,7 % від усіх жителів.
За віковим діапазоном населення розподілялося таким чином: 17,8 % — особи молодші 18 років, 65,4 % — особи у віці 18—64 років, 16,8 % — особи у віці 65 років та старші. Медіана віку мешканця становила 49,3 року. На 100 осіб жіночої статі у переписній місцевості припадало 114,6 чоловіків;  на 100 жінок у віці від 18 років та старших — 124,3 чоловіків також старших 18 років.
Цивільне працевлаштоване населення становило 0 осіб. 